# Лацио
 Тази статия е за региона в Италия.  За футболния отбор вижте СС Лацио.  
Лацио (на италиански: Lazio, в исторически план се използва и латинската форма на името Лациум, на латински: Latium) е административен регион в Централна Италия, граничещ с Тоскана, Умбрия, Абруцо, Молизе, Кампания и Тиренско море. Площта му е 17 208 km2, а населението – около 5 664 000 души (2009). Административен център е град Рим.

## Административно деление
Регион Лацио се разделя на 5 провинции:
- Витербо
- Латина
- Риети
- Рим
- Фрозиноне

## История
През древността под Лациум се разбира само територията между Тибър, Сабинската планина, Синуеса (днес Мондрагоне) и Тиренско море. През 6 век пр.н.е. в Лациум живеят латините. През втората латинска война от 340 до 338 пр.н.е. се подчинява на Рим и територията става център на Римската империя. След нейното разпадане Лациум е до 493 г. към италианското кралство на Одоакър, през 536 г. е завладян от Източноримската империя. През 755 г. регионът е даден от краля на франките на папата, през 843 г. е към италианското кралство, но скоро става отново напълно самостоятелен. През 1870 г. е присъединен към Кралство Италия.